# Kanton Le Chesne
Kanton Le Chesne (fr. Canton du Chesne) byl francouzský kanton v departementu Ardensko v regionu Champagne-Ardenne. Tvořilo ho 17 obcí. Zrušen byl po reformě kantonů 2014.

## Obce kantonu
- Les Alleux
- Les Grandes-Armoises
- Les Petites-Armoises
- Authe
- Autruche
- Belleville-et-Châtillon-sur-Bar
- Boult-aux-Bois
- Brieulles-sur-Bar
- Le Chesne
- Germont
- Louvergny
- Montgon
- Noirval
- Sauville
- Sy
- Tannay
- Verrières